# Game Boy Color
A Game Boy Color (röviden GBC) egy  kézi videójáték-konzol, amit a Nintendo gyártott. 1998. október 21-én forgalomba Japánban, 1998. november 18-án Észak-Amerikában és 1998. november 23-án Európában.
A kézi játékkonzol a Game Boy sorozatot elindító Game Boy utódja, nevét a színes kijelzőjéről kapta, ami az elődjéhez hasonlóan nem kapott háttérvilágítást.
A Game Boy Color az eredeti Game Boy modellel együttvéve 118,69 millió darabban kelt el.

## Történet
A Game Boy Color volt az első olyan kézi játékkonzol, ami visszafelé kompatibilitás funkciót kapott, így már megjelenése napján hatalmas játékkönyvtárral rendelkezett.

## Játékok
A Game Boy Color-ra összesen 576 játék jelent meg nem számítva a kompatibilis Game Boy-játékokat.

### Nyitócímek
- Pocket Bomberman
- Tetris DX
- Wario Land II

## Specifikációk
- CPU: 8 bites Sharp LR35902 (Zilog Z80-on alapul)
- RAM: 32 KiB
- ROM: Maximum 8 MiB
- Video RAM: 16 KiB
- Felbontás: 160 x 144 pixel
- Hang: 2 csatornás sztereó, mono hangszóró vagy 3,5 mm-es jack kimenet
- Színek: 32 768 szín, 10, 32 vagy 56 egyszerre a kijelzőn
- Kommunikáció: 512 kbit/s sebességű soros porton keresztül vagy infravörös
- Tápellátás: Belső: 2 darab AA elem  Külső: 3V DC 0.6W
- Méretek: 75 × 27 × 133 mm